# Dean Winchester
Dean Winchester es un personaje ficticio de la serie de televisión Supernatural ("Sobrenatural" en España), interpretado por el actor estadounidense, Jensen Ackles.

## Participación
La serie, basada en los fenómenos inexplicables y las leyendas urbanas de todo el mundo, cuenta la historia de dos jóvenes hermanos que, a partir de la muerte de su madre ocasionada por un demonio y la misteriosa desaparición de su padre, se dedican íntegramente a cazar seres sobrenaturales (fantasmas, espíritus vengativos, entes asesinos y demonios), con la finalidad de encontrar al demonio causante de su tragedia familiar y cobrar venganza.

## Biografía del personaje

### Infancia
Dean Winchester es el mayor de los hermanos Winchester. Nació el 24 de enero de 1979 en Lawrence, Kansas. Cuando era muy pequeño, su madre fue trágicamente asesinada por un enigmático demonio que se escabulló hasta su hogar en Kansas con el objetivo de maldecir a través de su sangre a Sam (Jared Padalecki), cuando tenía exactamente seis meses de nacido. Este evento marcaría tanto la vida de su padre como la del propio personaje, pues al ser el mayor de los dos hermanos, debía asegurarse de proteger en todo momento a Sam. De esta forma, la infancia de Dean sería catastrófica y diferente a la de cualquier otro menor de edad: sin la presencia maternal en su tutela y protegiendo en todo momento a su hermano de cualquier evento paranormal.
La familia Winchester decide dejar su hogar de siempre en Kansas, luego del desafortunado suceso, mientras que John Winchester (su padre, interpretado por Jeffrey Dean Morgan) se convierte en un cazador de fantasmas y seres sobrenaturales, con el único fin de localizar al demonio que causó la muerte de su esposa.

### Miembro del negocio familiar
En la serie se explica que Dean, al contrario que su hermano, siempre siguió las normas que le marcó su padre y siguió con el "negocio familiar" mientras Sam se iba a la universidad. Después de la desaparición de su padre por causas extrañas, Dean recurre a la ayuda de su hermano y ambos emprenden un viaje por todo EE. UU. siguiendo alguna pista que les lleve a su progenitor y matando a los seres que van encontrando.

### Primera temporada
Al comenzar la serie, Dean es un cazador nato, que sigue la estela de su padre, quien se encuentra desaparecido. Jessica, la novia de Sam es asesinada de la misma forma en la que murió su madre. Usa su diario de cazador para descubrir la forma en la que se combaten los monstruos que cazan.

### Segunda temporada
Luego de ser embestidos por el camión cuando viajaban en su coche, Sam y John logran salvarse de la muerte y resultan solo con daños leves a nivel físico. Sin embargo, Dean ha sido el mayor afectado de tal encuentro paranormal, y se debate entre la vida y la muerte. En plena convalecencia, Dean descubre que se encuentra en un estado de portal anormal, en donde aún sigue totalmente consciente.
Tras volver a la normalidad y olvidar todo lo sucedido durante esos días, Dean y Sam pierden a su padre, que se sacrifica por salvar a su hijo. Esto es algo que va a marcar a Dean durante toda la temporada, porque no deja de sentirse culpable por su muerte, por pensar que él debería ser el que estuviera muerto en su lugar.
Cuando vuelven a la carretera, Dean y Sam conocen a Helen y a su hija Jo, viejas conocidas de su padre y que junto a Bobby, les serán de gran apoyo en los malos momentos. Junto a ella, aparece Ash, que da a los hermanos información sobre el demonio que buscan. Dean se vuelve sobreprotector con su hermano, por ser toda la familia que le queda y por saber que el demonio va detrás de él.

### Tercera temporada
Al finalizar la segunda temporada, se reconoce un Dean mucho más sentimental y cercano, demostrando el amor que siente por su hermano al vender su alma a cambio de que él viva. En esta temporada vemos un Dean que quiere disfrutar el año que le queda pero que a la vez desea otras cosas como una familia, hijos y una vida normal. Desea vivir su vida, compartir con su hermano todo lo que sabe y de alguna manera prepararlo para lo que viene. Es consciente de que dejará a Sam solo y desea verlo independiente de él.
El año pasa y el trato debe cumplirse. Dean es llevado al infierno donde habrá de pasar 40 años (4 meses en la tierra).

### Cuarta temporada
Tras ser rescatado del infierno por Castiel, Dean sufre grandes cambios: no tiene la misma fuerza que antes; también su relación con Sam empeora, todo en parte gracias a Ruby en la que nunca confió, y que resultó ser la causante de que Sam se volviera «malvado». La relación entre los Winchester se ve severamente dañada cuando el menor comienza a mentirle y ocultarle cosas a Dean, logrando que este pierda la confianza en él.
Los conflictos entre ambos llegan al grado de que Sam, en varias ocasiones, trata de manera bastante cruel y fría a Dean causando en él un profundo dolor y desilusión. A pesar de todo esto, Dean no se rinde y en ningún momento deja de luchar por recuperarlo y salvarlo, aunque para esto tenga que enfrentarse a él. El personaje de Sam termina realizando actos cuestionables: en el capítulo "Sex and Violence" se revela, gracias al hechizo de una sirena, que Sam es lo que Dean más ama y lo único que necesita para ser feliz, pero Sam (también bajo el encanto de la sirena) se burla cruelmente de él y sus lamentaciones por las almas que torturó en el infierno, le dice que no lo necesita y que solo lo está obstaculizando. Esto despierta en Dean una tremenda ira y ocasiona una brutal pelea entre ambos hombres. 
En esta temporada jura lealtad a Dios y los Ángeles, pero solo porque los ángeles le obligan.

### Sexta temporada
El hilo argumental de la sexta temporada se inicia un año más tarde, después de que Dean vea a Sam sacrificarse en la "Jaula del infierno". Manteniendo la promesa que hizo a Sam, Dean renuncia a la vida de la caza y ahora vive con Lisa y Ben. Después, Dean es envenenado por un Djinn y comienza a alucinar creyendo que sus peores temores se hacen realidad. Sam rescata a Dean inyectándole un antídoto que le hace despertar, y le revela que escapó del infierno más o menos al mismo tiempo en que Dean se mudó con Lisa, y le presenta a miembros de su familia que Dean ni siquiera sabía que existían: los Campbells, los primos de su madre, liderados por su abuelo Samuel.
Después de ayudar a matar a los Djinn, Dean no quiere regresar a la vida de la caza y decide seguir viviendo con Lisa y Ben con el fin de mantenerlos seguros. Al final del capítulo "Dos hombres y medio" Lisa le dice a Dean que vuelva a la vida de la caza y que ella y Ben estarán allí cuando regrese.
En "Live Free or Twihard" Sam y Dean investigan los casos de niñas desaparecidas que están obsesionadas con los vampiros. Se dan cuenta de que las chicas están siendo secuestradas por vampiros locales, quienes acechan en un bar llamado "La Rosa Negra". Sam permite que Dean sea transformado en un vampiro, sabiendo que Samuel tiene una cura. Esperando no haberse convertido, Dean va a visitar a Lisa, pero casi pierde el control mientras habla con ella y huye. Más tarde, Dean se infiltra en el nido y antes de poder matar al vampiro jefe del grupo, el vampiro Alpha les manda una visión telepática de sus planes. Dean logra matar a cada vampiro del nido, pero bebe la dolorosa cura y recuerda que Sam ha permitido que todo pasara.
En "You Can't handle the truth" Dean y Sam investigan un pueblo en Illinois, donde las víctimas han oído las peores verdades sobre sí mismas, lo que las lleva a suicidarse. El hechizo también afecta a Dean, con lo que él aprovecha para interrogar a Sam, pero este se explica a sí mismo, diciendo que en el momento no sabía qué hacer y que le duele que Dean no confíe en él. Como aparentemente Sam ha dicho la verdad, continúan cazando y descubren que Veritas, la diosa de la verdad, es la responsable del hechizo. Pero las cosas no van como lo planearon cuando ambos hermanos son apresados por Veritas, quien se sorprende al ver que su hechizo no afecta a Sam y declara que este es inhumano, ya que ningún ser humano es inmune a su aura de la verdad. Los hermanos consiguen terminar con éxito su misión, pero Dean amenaza a Sam a punta de cuchillo, exigiendo la verdad. Sam confiesa su falta de emoción y temor, pero Dean no lo acepta y le propina numerosos golpes hasta dejarlo inconsciente.

### Séptima temporada
Dean no puede conseguir que Castiel devuelva las almas al Purgatorio, que obtuvo en alianza con Crowley. Los Leviatanes se liberan e intentan apoderarse de la Tierra. Después de que Bobby fuese asesinado por Dick Roman, el líder de los Leviatanes, traducen la tableta leviatán con ayuda del profeta Kevin Tran. Dean y Castiel matan a Roman, pero ellos también son enviados al Purgatorio con la explosión, mientras Roman sonríe.

### Octava temporada
Castiel abandona a Dean para protegerlo. Gracias a Benny, un vampiro del purgatorio, logra sobrevivir durante un año. Dean y Benny finalmente regresan por un hechizo. Dean se enoja al saber que Sam ni siquiera lo buscó. Reunidos con Kevin, encuentran otra tableta que detalla las pruebas para cerrar las puertas del Infierno definitivamente. Dean ayuda a Sam a completar las pruebas y en el camino se encuentran con Metatron, el antiguo escriba de Dios y Abaddon, una de los caballeros del infierno. Los Winchester usan el búnker de Hombres de Letras como cuartel general, heredado de Heny, su abuelo paterno. Dean se sorprende al saber que Castiel fue programado por el ángel Naomi para tratar de matarlo, haciendo que repita el ejercicio miles de veces. Atrapando a Crowley, Dean impide que Sam complete las pruebas cuando se entera de que también acabará con él mismo.  Sam sufre una descompensación justo cuando los ángeles comienzan a estrellarse en la Tierra.

### Novena temporada
Dean descubre que Metatrón engañó a Castiel y le robó su gracia dejándolo como humano y provocando la caída de los ángeles. Ayudado por un ángel que dijo llamarse Ezequiel, Dean le permite poseer a Sam para que ambos se recuperen. Ezequiel se revela como el ángel Gadreel y vence a Dean, mientras acaba con la vida de Kevin. Gracias a la posesión de Crowley, Dean logra purgar a Gadreel de Sam, quien se enfurece por haberle ocultado esa información. Crowley manipula a Dean para que acepte la marca de Caín y le ayuda a localizar la primera espada. Al reparar su vínculo con Sam, Dean mata a Abaddon. Cuando finalmente se enfrenta a Metatron, Dean es apuñalado fatalmente y una vez más muere. Dean despierta a un demonio y se va con Crowley, quien sabía que esto le iba a ocurrir.

### Décima temporada
Dean es arrastrado a una pelea por un soldado llamado Cole, quien desconocía la razón por la que Dean acabó con su padre.  Con la ayuda de Castiel, Dean se cura, pero sigue siendo un ser humano mejorado con la marca de Caín. Más tarde, la muerte confirma que eliminar la marca desataría la Oscuridad y ofrece alejar a Dean de la sociedad con la condición de que mate a Sam para evitar que este lo reviva. Aunque inicialmente está de acuerdo, Dean cede y mata inesperadamente a la Muerte. Sin embargo, debido a las maquinaciones anteriores de Sam y su alianza con Rowena y la ayuda de Charlie, la Oscuridad se desata.

### Undécima temporada
Manifestándose como una mujer llamada Amara, Dean se encuentra incapaz de matarla debido a una atracción retorcida, pero las cosas se complican cuando Castiel acepta actuar como el recipiente de Lucifer pensando que este podría vencer a la Oscuridad. Los Winchester son contactados por Dios, ahora revelado como Chuck. Amara y Chuck logran hacer las paces. Amara le devuelve su madre a Dean como obsequio.

### Duodécima temporada
Los Hombres de Letras atacan a Sam y Dean en su intento de controlar a los cazadores de Estados Unidos. Lucifer toma al presidente de los Estados Unidos como recipiente, pero los Winchester consiguen desterrarlo de este anfitrión, no sin evitar que este se relacione con Kelly Kline, quien se embaraza. Mary explora la posibilidad de una alianza con los Hombres de Letras británicos, quienes empiezan a exterminar a los cazadores norteamericanos rebeldes. Dean acaba con los agentes británicos que estaban en suelo estadounidense.

### Decimotercera temporada
Los Winchester destierran a Lucifer a un universo paralelo donde el Apocalipsis ocurrió tal cual los ángeles habían planeado. La versión alternativa de Miguel al descubrir la existencia de mundo paralelo, se propuso apoderarse de este nuevo universo. Jack, el hijo de Kelly, crecido de forma extraordinaria, ve a los Winchester y Castiel como sus 'padres'. Descubren que Gabriel sobrevivió a su muerte. Atrapado por la falta de opciones para detener a Lucifer después de que este toma la gracia de Jack para apoderarse de sus poderes, Dean acepta actuar ser el recipiente de Miguel, pero el arcángel toma el control del cuerpo de Dean después de la muerte de Lucifer.

### Decimocuarta temporada
Miguel decide ayudar a los monstruos a tomar el control del mundo. Dean puede atrapar a Miguel en su subconsciente. Más tarde, Billie, la nueva muerte, le informa que Miguel inevitablemente escapará de su prisión en todos los futuros, excepto en el que Dean se sella en una caja enoquiana en el fondo del océano, pero aunque Dean comienza a crear tal caja, espera que Sam encuentre otra forma. Michael ataca a los Winchester, pero es asesinado por Jack Kline, quien absorbe sus poderes angelicales. Dean se entera de la muerte de su madre y entra en desesperación. En una misión para matar a Jack, Chuck hace una aparición, dándoles un arma que le hará al que dispare lo que le hace a la víctima. Dean se da cuenta de que esta no es la solución y deja caer el arma, provocando que Chuck reaccione con ira. Sam y Dean descubren que fueron entretenimiento para Chuck, quien mata a Jack y manda criaturas a atacar.

### Decimoquinta temporada
Luego de que Chuck abra las puertas del infierno, Sam, Dean y Castiel se ven luchando contra zombis, fantasmas y otras criaturas. El trío consigue que Chuck expulse su poder atacando a Miguel y a los hermanos, poder que es atrapado por Jack, quien se convierte en el nuevo Dios. Luego de un tiempo, Dean es asesinado por vampiros durante una caza, acepta su destino, despidiéndose de Sam. Luego se reúne con Bobby en el cielo, quien le explica que Jack remodeló el cielo con ayuda de Castiel, a lo que siempre debió ser.

### Los Winchester
Mientras conducía por el cielo, Dean estuvo en busca de un mundo donde su familia tuviera un final feliz, solo para encontrar a los Akrida creados por Chuck en caso de que fuese derrotado. Con el Akrida amenazando la seguridad de Sam también, Dean desafió las órdenes de Jack sobre ninguna interferencia para detenerlos. Jack reprende a Dean por sus acciones, pero finalmente concede y deja que Dean concluya su trabajo, devolviéndole el diario y la Colt. Dean le da a John su diario para guiarlo en la caza de la misma manera que el diario de su padre lo había guiado a lo largo de su vida, y le da a Mary la Colt con una advertencia para usarla si alguna vez se encuentra a Azazel. Cuando preguntan su nombre, Dean duda y decide darles un nombre falso. Luego desaparece con Jack y Bobby, feliz de haber encontrado un mundo donde su familia tuvo la oportunidad de un final feliz y unido, como Dean siempre quiso.

## Rasgos característicos del personaje
- Dean es el lanzado de la familia. Un chico guapo y creído cuyos mayores vicios son las mujeres y la comida basura, aunque por otro lado quiere de forma desmesurada a su familia y allegados, llegando a realizar cualquier cosa por ellos. Su misión es proteger y salvar a su hermano de un destino incierto. Así pues, tenemos un hombre muy irónico, que disfruta haciendo rabiar a su hermano y a la vez muy valiente, siendo capaz de sacrificar su propia vida si es necesario, no solo por su propia familia, sino por desconocidos, algo que hace especial a ese personaje.

- Como curiosidades, cabe añadir que Dean está totalmente enamorado de su Chevrolet Impala negro del 67, un regalo de su padre, que siempre lleva un collar con la cabeza de un indio que le regaló su hermano Sam en la serie, cuando eran pequeños, adora el rock de finales de los 70 y de los 80, le encantan las películas de Jack Nicholson, siendo las que más nombra en la serie, Atrapado sin salida o Alguien voló sobre el nido del cuco y El resplandor, su fobia son los aviones y ve el programa de Oprah, aunque niega haberlo visto.

- Dean suele llamar cariñosamente "Sammy" a su hermano menor, algo que al principio de la serie molestaba bastante a este último, pero finalmente Sam lo acepta, aunque deja claro a cualquier otra persona que ese es un privilegio exclusivo de Dean Winchester.

- Al igual que su hermano, Dean tiene en la parte izquierda de su pecho un tatuaje (idéntico al de Sam) que los protege de posesiones demoníacas.

- Pero sin duda la característica más notable de Dean es su profunda debilidad por su hermano Sam, a quien ama por encima de todos y todo, sin importar lo que ponga en riesgo por protegerle o tenga que sacrificar para asegurar su bienestar, Sam siempre es y será la prioridad de Dean por encima incluso del resto del mundo. Dean no dudará en aniquilar a cualquiera que suponga una amenaza para su hermano o se atreva a hacerle daño, por mínimo que este sea. En el episodio final de la segunda temporada, después del asesinato de Sam, en una discusión con Bobby, Dean le grita que no tiene interés alguno en salvar al mundo de su inminente fin. Más tarde, hablándole desconsolado al cadáver de su hermano revela que siempre intentó protegerle y preservar su inocencia y que esta fue una decisión que tomó por sí mismo, antes incluso de que su padre se lo pidiera. Momentos después, Dean vende su alma a cambio de que le devuelvan con vida a su hermano menor.

- A pesar de que Dean siempre haya estado más comprometido con la cacería que Sam, él aprecia más lo que es la familia. Es cierto que Sammy es quien siempre ha querido una vida normal, lejos de la cacería pero eso no quita el hecho de que Dean, si pudiera cambiar todo sacrificando años de su propia vida lo haría.

- Si bien Dean está totalmente entregado a la causa y no dudaría dos segundos en sacrificar su vida por la de un desconocido, es altamente prepotente y orgulloso, hasta con Sam en ciertas ocasiones. Y como parte del mismo orgullo está la lealtad. Debido a su orgullo nunca romperá un promesa, nunca dejará que nadie salga herido, lastimado o pierda la vida mientras él esté cerca y como parte del mismo orgullo, si eso llegara a pasar, no se lo perdonaría nunca.

## Datos relevantes de Dean
- Le tiene miedo a los aviones, por esto mismo los casos sólo los resuelve en Estados Unidos y se transporta en el Impala.
- En varias ocasiones ha demostrado ser mucho más inteligente de lo que aparenta, llegando incluso a sorprender a Sam (en un episodio bromea sobre enseñarle un método para hackear cámaras). Pero a causa de que Sam es el cerebro de los dos, Dean se encarga específicamente en cazar (siendo así el mejor cazador de todos).
- Como cazador es tan letal, que ha llegado a matar a demasiados seres humanos y sobrenaturales. Entre ellos: Hitler, Azazel, Caín, la muerte y Lucifer.[20]

- Al igual que su hermano menor, ha muerto y resucitado varias veces (incluso en un capítulo muere 100 veces a causa de uno de los tantos trucos del arcángel Gabriel) y ha estado tanto en la tierra como en el cielo y el infierno(donde estuvo 40 años, equivalentes a 4 meses en la tierra). Incluso estuvo un año en el purgatorio, donde llegó a parar junto a Castiel en el último episodio de la séptima temporada.

- En el episodio 5x07 "The Curious Case Of Dean Winchester" Dean pierde una mano de póker contra un hechicero y pierde 50 años de su vida, volviéndose un anciano.

- En el episodio 4x03 "In the Beginning" Dean es enviado al año 1973 por Castiel. Allí conoce a sus padres de jóvenes cuando aún eran novios.
- También viaja a 1978 junto a Sam y se los vuelve a encontrar pero esta vez Mary y John están casados y a la espera de que nazca Dean.

- Fue enviado por Zacaríah cinco años en el futuro donde se encontró con él mismo, además de mostrar a Castiel a su lado, ya habiendo perdido su gracia.

- En el episodio 8x15 "Man's Best Friend with Benefits" se descubre que Dean es alérgico a los gatos.

- Odia a los ratones.

- Odia a las brujas.
- En una ocasión lo han convertido en vampiro, pero como no consumió sangre humana esto se pudo revertir y volver a la normalidad.

- Es leal sobre todas las cosas a la gente que quiere.

- Quiere tanto a su Impala (baby) que sufre de ataques de ansiedad si se lo extravía o se lo roban, que se demuestra en el episodio 3x6, "Red Sky at the Morning" en el cual Bela le hace un juego sucio a Dean metiéndose con el Impala.

- Dean sufre del corazón. Esto es producto del accidente que tuvo en el episodio 1x12 "Faith", en el cual se electrocutó luchando contra un Rawhead, aunque se recupera en el mismo capítulo volviendo a la normalidad.
- Tuvo la marca de Caín en su brazo, llegando a convertirse en demonio y por lo tanto caballero del infierno.
- Ha sido demonio en 2 ocasiones: la primera, al ir al infierno y al tercer mes (equivalente a 30 años de infierno) de ser torturado por Alastair, acepta ir a la tierra a torturar y por lo tanto llega a convertirse en el mejor torturador del infierno. La segunda vez, fue al ser asesinado por Metatron y luego siendo revivido por la marca de Caín (que lo protegía).
- A causa de la marca de Caín, llega a tener una gran conexión con La oscuridad (hermana de Dios)
- Lidera el ejército de Dios, Lucifer, ángeles, demonios, Sam y brujas para combatir a Amara (La oscuridad)
- Es el recipiente original del Arcángel Michael (Miguel).

- Ama a su hermano Sam más que a él mismo, habiéndose sacrificado por él en más de una ocasión (esto mismo es lo que lo lleva a vender su alma para revivir a Sammy y luego terminar en el infierno).